# Myszyniec

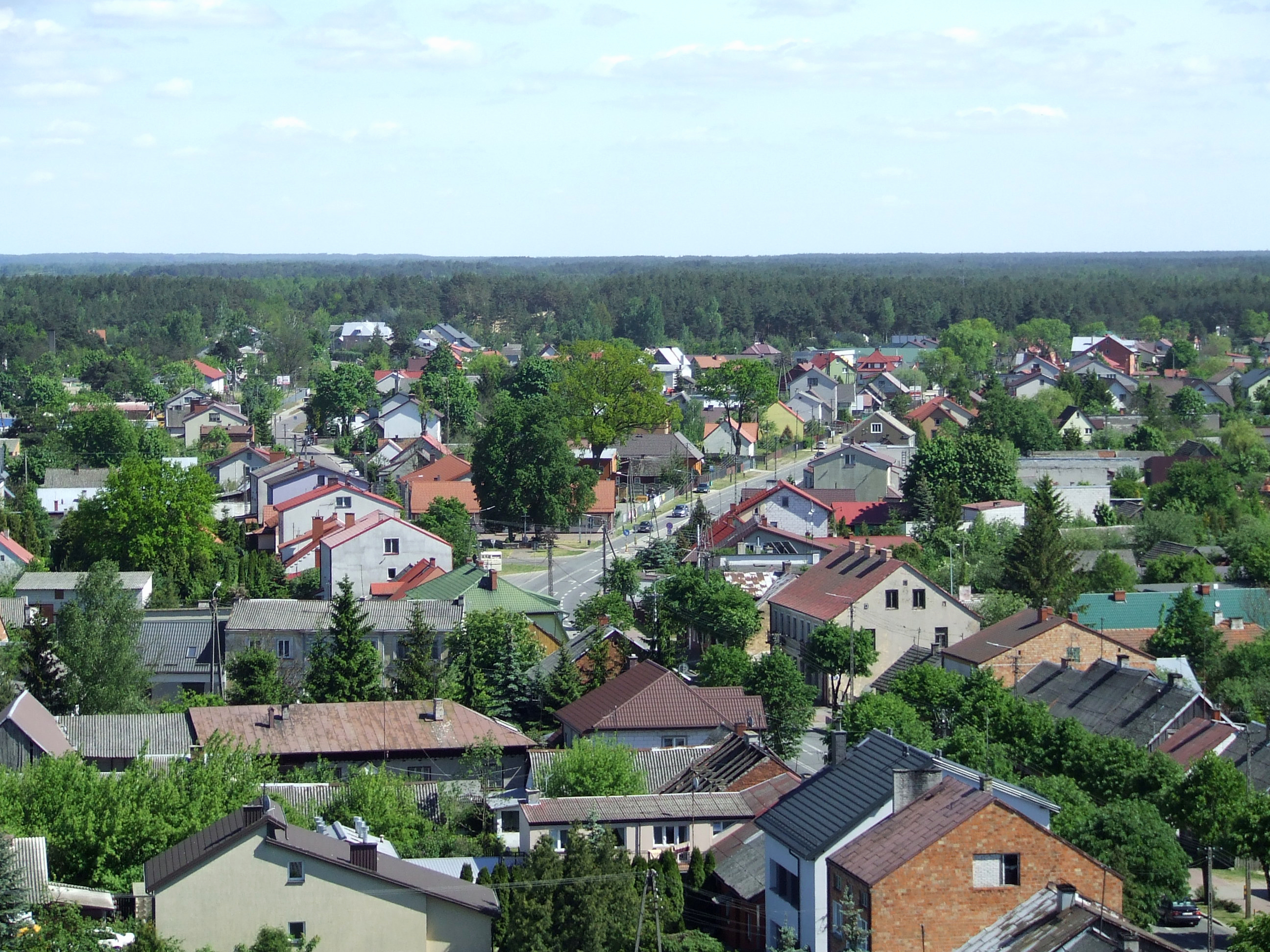
Blick auf Myszyniec

Myszyniec ist eine Stadt und Sitz der Gmina Myszyniec im Powiat Ostrołęcki der Woiwodschaft Masowien, Polen.

## Geographie
Die Stadt liegt im historischen Masowien in ebener Landschaft an der Rozoga.

## Geschichte
Myszyniec wurde 1654 von den Jesuiten in Übereinstimmung mit einem königlichen Privileg gegründet, das von König Johann II. Kasimir Wasa erteilt wurde. 1719 richtete König August der Starke Jahrmärkte und Wochenmärkte in Myszyniec ein. 1791 wurden die Stadtrechte verliehen. 
Im August 1920 besiegten die polnische Truppen die einfallende Rote Armee in der Schlacht von Myszyniec im Polnisch-Sowjetischen Krieg.
Zu Beginn des deutschen Überfalls auf Polen kam es vom 1. bis 4. September zur Schlacht bei Myszyniec, worauf der Ort im Verlauf des Zweiten Weltkriegs bis 1945 von deutschen Truppen besetzt wurde. Am 24. Januar 1945 rückten sowjetische Truppen in den Ort ein.
Das 1869 entzogene Stadtrecht wurde 1993 wiederhergestellt.

## Sehenswürdigkeiten
Die Stiftsbasilika der Heiligen Dreifaltigkeit in Myszyniec wurde als fünfschiffige Hallenkirche im neugotischen Stil in den Jahren 1909–1922 nach Plänen von Franciszek Przecławski erbaut. Der daneben befindliche separate Glockenturm wurde im 18. Jahrhundert errichtet.

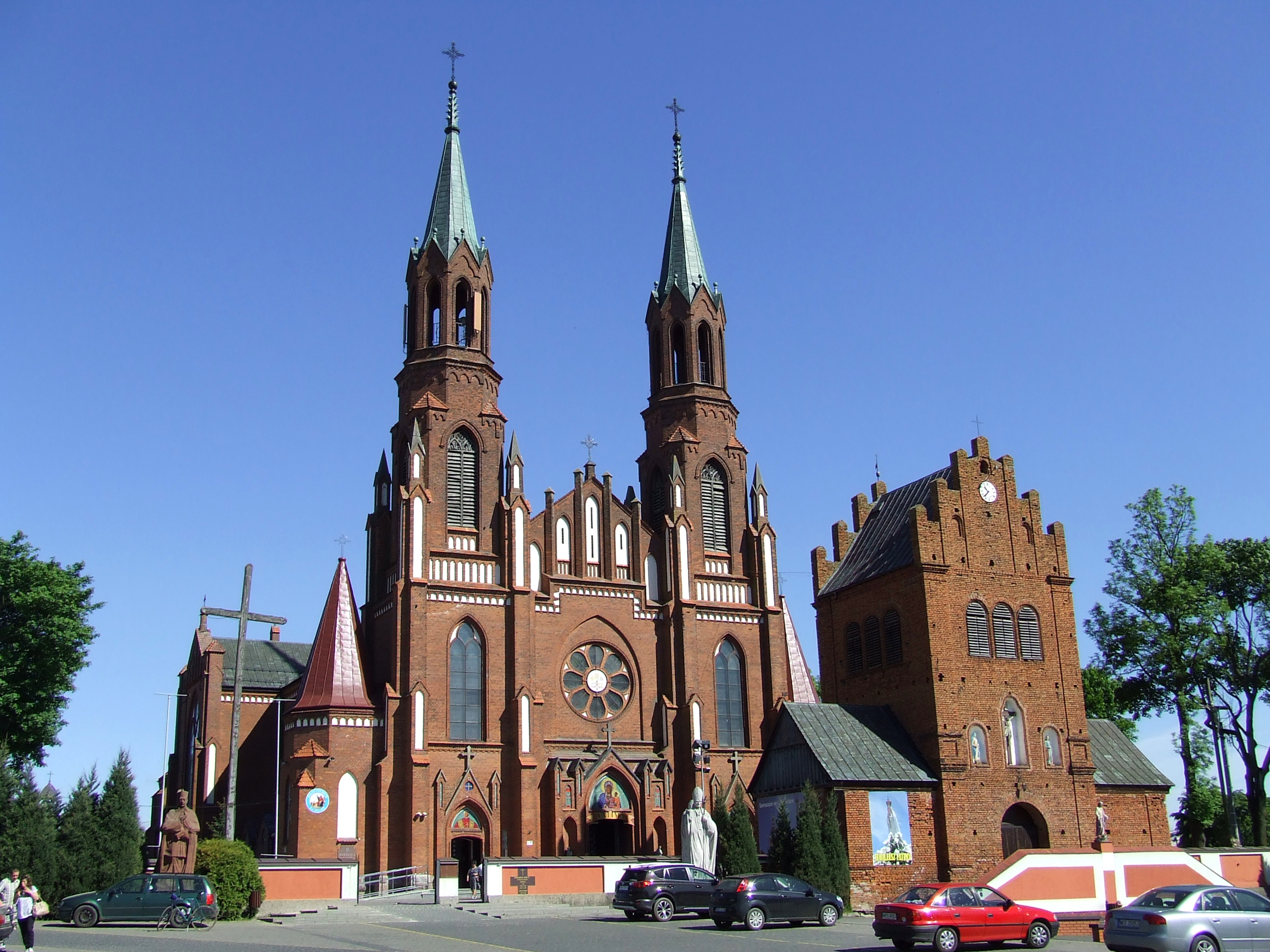
Stiftsbasilika der Heiligen Dreifaltigkeit in Myszyniec
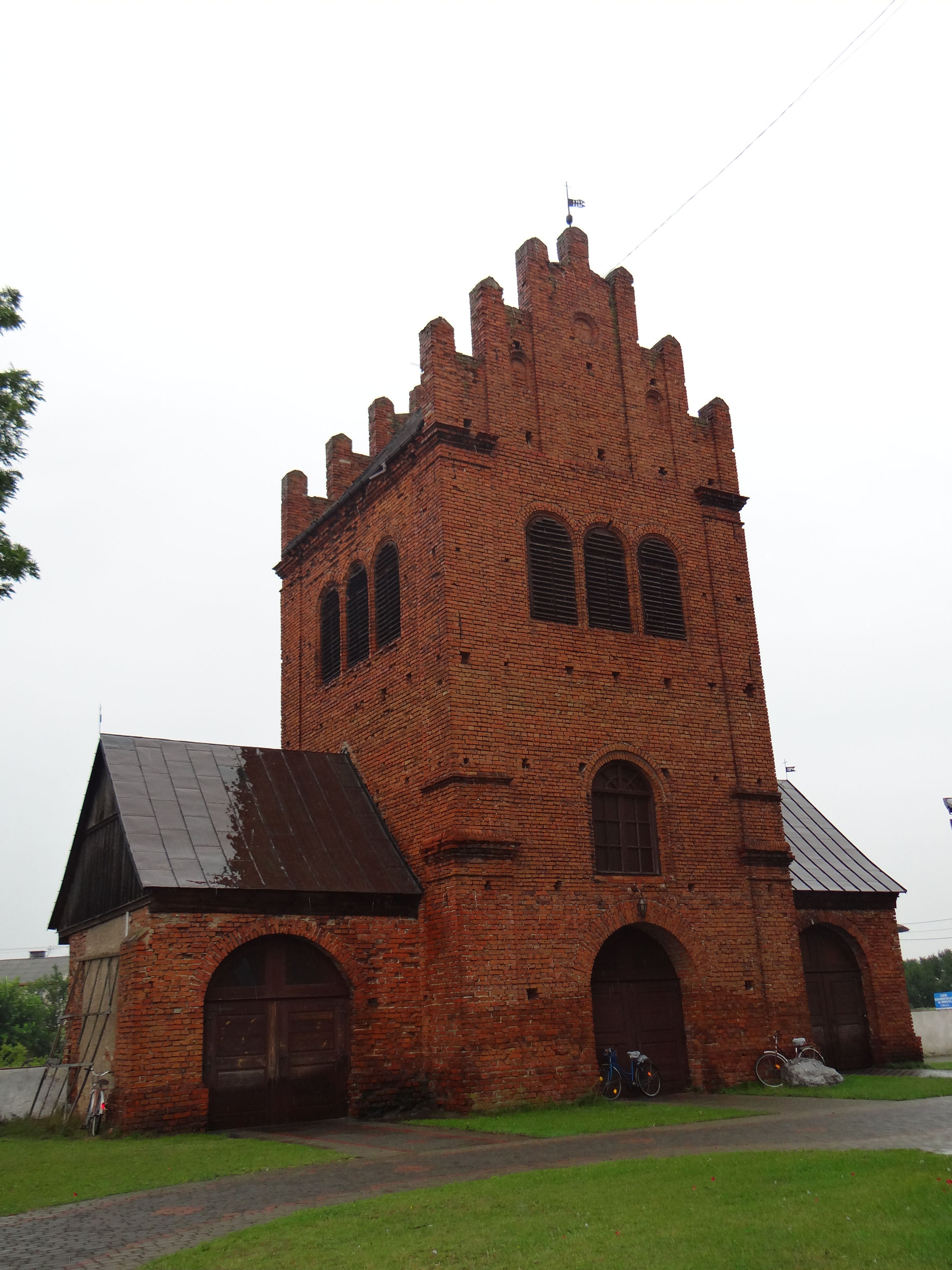
Glockenturm der Kirche

## Gemeinde
Zur Stadt- und Landgemeinde gehören neben der Stadt Myszyniec folgende 18 Orte mit einem Schulzenamt:
Białusny Lasek
Cięćk
Charciabałda
Drężek
Gadomskie
Krysiaki
Myszyniec-Koryta
Myszyniec Stary
Niedźwiedź
Olszyny
Pełty
Świdwiborek
Wolkowe I
Wolkowe II
Wydmusy
Wykrot
Zalesie
Zdunek
Weitere Ortschaften der Gemeinde sind Białusny Lasek, Olszyny, Zawodzie und Zdunek.

## Söhne und Töchter der Stadt
- Edward Samsel (1940–2003), Geistlicher sowie Bischof von Ełk